# Kamil Mikulčík
Kamil Mikulčík (ur. 18 listopada 1977 w Trnawie) – słowacki piosenkarz i aktor. Reprezentował swój kraj w Konkursie Piosenki Eurowizji 2009 razem z Nelą Pociskovą, śpiewając piosenkę „Let' Tmou”. Ostatecznie zajął 18. miejsce w 2. półfinale, uzyskując 8 punktów.
Był pierwszym reprezentantem Słowacji po 1998.